# Форт-Джонсон-Норт (Луїзіана)
Форт-Джонсон-Норт (англ. Fort Johnson North) — переписна місцевість (CDP) в США, в окрузі Вернон штату Луїзіана. Населення — 2179 осіб (2020).

## Географія
Форт-Джонсон-Норт розташований за координатами 31°6′2″ пн. ш. 93°10′28″ зх. д. / 31.10056° пн. ш. 93.17444° зх. д. (31.100417, -93.174531).  За даними Бюро перепису населення США в 2010 році переписна місцевість мала площу 21,72 км², з яких 21,70 км² — суходіл та 0,01 км² — водойми.

## Демографія
Згідно з переписом 2010 року, у переписній місцевості мешкали 2864 особи в 1083 домогосподарствах у складі 982 родин. Густота населення становила 132 особи/км².  Було 1128 помешкань (52/км²).
Расовий склад населення:
| - 74,0 % — білих - 11,5 % — чорних або афроамериканців - 2,2 % — азіатів - 1,2 % — корінних американців - 0,9 % — вихідців з тихоокеанських островів - 4,7 % — осіб інших рас |

До двох чи більше рас належало 5,4 %. Частка іспаномовних становила 15,0 % від усіх жителів.
За віковим діапазоном населення розподілялося таким чином: 28,6 % — особи молодші 18 років, 71,4 % — особи у віці 18—64 років, 0,0 % — особи у віці 65 років та старші. Медіана віку мешканця становила 23,8 року. На 100 осіб жіночої статі у переписній місцевості припадало 98,6 чоловіків;  на 100 жінок у віці від 18 років та старших — 99,2 чоловіків також старших 18 років.
Середній дохід на одне домашнє господарство  становив 49 904 долари США (медіана — 45 904), а середній дохід на одну сім'ю — 49 957 доларів (медіана — 45 938). Медіана доходів становила 39 273 долари для чоловіків та 27 188 доларів для жінок. 
Цивільне працевлаштоване населення становило 651 особа. Основні галузі зайнятості: публічна адміністрація — 41,5 %, освіта, охорона здоров'я та соціальна допомога — 28,3 %, мистецтво, розваги та відпочинок — 11,5 %, фінанси, страхування та нерухомість — 7,4 %.